# Thatgamecompany
Thatgamecompany (logo stilizzato come thatgamecompany™) è un'azienda statunitense dedita allo sviluppo di videogiochi per console fondata nel 15 maggio 2006.

## Storia
Fondata nel 2006 da Jenova Chen e Kellee Santiago, due studenti della University of Southern California, ha sviluppato titoli distribuiti unicamente via digitale ricevendo molte critiche positive. Tuttora è una delle più famose aziende di produzione indipendente di videogiochi.

## Videogiochi
- Flow (2007)
- Flower (2009)
- Journey (2012)
- Sky: Figli della luce (2019)